# Per un figlio
Per un figlio è un film indipendente del 2017 diretto da Suranga Deshapriya Katugampala e uscito in Italia al cinema il 30 marzo 2017.

## Trama
Provincia di una città del nord Italia. Sunita, una donna srilankese di mezza età, divide le sue giornate tra il lavoro di badante e un figlio adolescente. Fra loro regna un silenzio pieno di tensioni. È una relazione segnata da molti conflitti. Essendo cresciuto in Italia, il figlio fa esperienza di un'ibridazione culturale difficile da capire per la madre, impegnata a lottare per vivere in un paese al quale non vuole appartenere.

## Riconoscimenti
- 2015 - Cineteca di Bologna
  - Premio Mutti - AMM[7]
- 2016 - Mostra Internazionale del Nuovo Cinema di Pesaro
  - Menzione speciale della giuria[8]